# Clytie syrdaja
Clytie syrdaja là một loài bướm đêm trong họ Erebidae.